# East Side
East Side is een plaats (borough) in de Amerikaanse staat Pennsylvania, en valt bestuurlijk gezien onder Carbon County.

## Demografie
Bij de volkstelling in 2000 werd het aantal inwoners vastgesteld op 290.
In 2006 is het aantal inwoners door het United States Census Bureau geschat op eveneens 290.

## Geografie
Volgens het United States Census Bureau beslaat de plaats een oppervlakte van
3,1 km², geheel bestaande uit land.

## Plaatsen in de nabije omgeving
De onderstaande figuur toont nabijgelegen plaatsen in een straal van 16 km rond East Side.